# Tom McClintock
Thomas Miller McClintock II (White Plains, 10 juli 1956) is een Amerikaans politicus van de Republikeinse Partij. Tom McClintock vertegenwoordigt het 4e congresdistrict van Californië sinds 2009 in het Huis van Afgevaardigden, het lagerhuis van het Amerikaans Congres. Daarvoor zetelde McClintock in het parlement van Californië.

## Politieke carrière
Van 1982 tot 1992 was McClintock vertegenwoordiger in het California State Assembly. Hij was 26 jaar oud op het moment van zijn verkiezing. McClintock werd vier keer opnieuw verkozen. In 1992 deed McClintock mee aan de verkiezing voor Afgevaardigde van het Californië's 24e district. Hij verloor van de toenmalige vertegenwoordiger, de Democraat Anthony C. Beilenson. In 1994 verloor McClintock de verkiezing voor California State Controller, de financiële directeur van de staat. In 1996 werd McClintock wel opnieuw verkozen tot het California State Assembly, waar hij tot 2000 bleef.
In 2000 werd Tom McClintock verkozen tot de Senaat van Californië, het hogerhuis. In 2002 probeerde McClintock opnieuw, maar tevergeefs, om State Controller te worden. In 2003 eindigde hij als derde in de recall-gouverneursverkiezing van Californië, die gewonnen werd door McClintocks partijgenoot Arnold Schwarzenegger. McClintock deed ook een gooi naar het vicegouverneurschap. De Republikein verloor van zijn Democratische rivaal John Garamendi met 45,1% tegen 49,1%.
Op 8 maart 2008 kondigde Tom McClintock aan de overstap naar het Amerikaanse Huis van Afgevaardigden te willen maken. McClintock wilde een zetel winnen namens het 4e congresdistrict, dat nochtans ver verwijderd is van het district dat hij in de Senaat van Californië vertegenwoordigde. Het 4e district werd op dat moment door McClintocks partijgenoot John Doolittle vertegenwoordigd, die zich niet kandidaat zou stellen voor nog een ambtstermijn. McClintock won de verkiezing op 4 november 2008 heel nipt van zijn tegenstander Charlie Brown. De uiteindelijke uitslag van de verkiezing kon pas begin december van dat jaar aangekondigd worden. McClintock haalde 1.800 stemmen meer dan Brown.
Op 1 december 2008 nam McClintock ontslag uit de Senaat van Californië en op 3 januari 2009 legde hij de eed af in het Huis van Afgevaardigden. In 2010, 2012, 2014 2016, 2018 en 2020 werd hij telkens vlot opnieuw verkozen. 
McClintock is lid van de conservatief-libertaire Tea Party-groepering van Republikeinse congresleden. Hij staat bekend als een tegenstander van nieuwe belastingen. Hij is een voorstander van de legalisering van cannabis. Volgens GovTrack haalde McClintock op basis van zijn stemgedrag in 2017 een ideologische score van 0,83, waarbij 1 gelijk is aan de meest conservatieve vertegenwoordiger en 0 de meest progressieve.